# Moulin Bouquette
Le moulin Bouquette était un moulin à vent situé en Belgique à Vottem, à la limite du plateau de Hesbaye. Il travaillait la farine de sarrasin, appelé bouquette en wallon liégeois.

## Historique
Le moulin a eu une activité de minoterie durant la première partie du XIXe siècle. Sur la carte de Vandermaelen, il était déjà appelé Ancien Moulin.
Bouquette, ou boûkète est le nom, en wallon liégeois, du sarrasin ou blé noir, dérivé du néerlandais « boekweit » dans une dénomination attestée depuis le début du XVIIe siècle avant de prendre le sens de « crêpe », attesté pour la première fois en 1743. Vers 1830, c'était une des cultures principales sur le plateau au nord de Vottem.
En préparation de guerre de 1914, l'armée Belge avait utilisé le moulin comme tour d'observation, en vue du panorama qu'il offrait,.
Le moulin était une propriété privée. Après l'arrêt du moulin, la tour marqua longtemps le paysage au nord de Vottem, conjointement avec celle du moulin Depireux, jusqu'en 1963, quand elles furent détruites lors des travaux pour l'autoroute E40.
Après la démolition, on a planté, vers 1970, un séquoia géant (circonférence: 3,5 m en 2021) à l'endroit même du moulin.

## Accès
Le moulin se trouvait isolé, au sommet des pentes menant vers la Meuse; seul le Sentier n° 44 y menait. Le Chemin n° 23, actuellement Rue des Moulins, permettait de se rendre du Moulin Bouquette au Moulin Depireux.

## Bâtiment
C'était un moulin-tour conique dont les quatre ailes symétriques pouvaient être contrôlées à partir du sol. Le sommet, en bois était en forme d'oignon.

## Le mécanisme de minoterie
Les ailes entraînaient un arbre, traversant la toiture, vers le mécanisme interne. L'autre extrémité de cet arbre était fixé à un rouet, grand cercle de bois comportant des taquets en bois sur tout son pourtour. Il entraînait la lanterne, pièce cylindrique, formée de deux cercles de bois, reliés entre eux par plusieurs traverses du même matériau. Les taquets du rouet s'insèrent entre dans les espaces laissés libres entre les montants de bois de la lanterne. Elle était fixée à un axe vertical, traversant l'étage, jusqu'au rez-de-chaussée, pour atteindre le système de meule. Le mécanisme était composé de deux meules, en pierre : une meule « gisante », fixe, posée sur le sol du moulin ; une meule « courante », fixée à l'axe vertical. Elles étaient striées afin de permettre l'évacuation de la farine obtenue. Le meunier se devait une vigilance accrue, afin que les meules ne tournent jamais « à vide ». Le frottement des deux pierres aurait risqué l'échauffement, pouvant créer un incendie du moulin.